# ザンスカール帝国の艦船およびその他の兵器
ザンスカール帝国の艦船およびその他の兵器では、アニメ『機動戦士Vガンダム』に登場したザンスカール帝国所属の架空の宇宙戦艦やその他の兵器について記述する。

## 艦船

### スクイード
スクイード（squid）は、帝国の切り札である宇宙要塞『カイラスギリー』の建造・制御・防衛のために並行して開発された大型戦艦。カイラスギリーを構成する部位の一つであり、ドッキングして要塞化するとともに管制などの機能を果たすものである。「スクイード1」「スクイード2」の計2隻が建造された。
全長656mと宇宙世紀の戦艦としては最大級の規模であり、アマルテア級の上下対称構造をさらに発展させた艦体の中心軸から4方向に対称な構造となっている。兵装は2連装メガ粒子砲8基（0度、90度、180度、270度の方向に各2基）、対艦ミサイルランチャー多数を装備し、モビルスーツ用カタパルトを8基（45度、135度、225度、315度の方向、外側と内側に各1基ずつ）備えている。MS発進時にはカタパルト・レーンを展開することで8機同時に発進可能となっている。また、木星圏への巡航も可能なように設計されている。
リガ・ミリティアのカイラスギリー侵攻による攻防の際に防衛の主翼を務めていたが、おとり艦を盾にした戦法とマイクロウェーブを使った妨害を受けて相手の接舷を防ぎきれず、スクイード1は白兵戦の末リガ・ミリティアに鹵獲されてしまい、その後リーンホースJr.の建造に利用された。
また『Vガンダム』より数千年から一万年以上が経過した『∀ガンダム』の世界では、月の都市ゲンガナム（宇宙世紀におけるグラナダに相当する）の王宮「白の宮殿」は、このスクイード級戦艦を遺跡として再利用したものとなっている。白の宮殿は月の政治機関がすべて集まる中枢として機能しており、その様子は遺跡となったスクイード級がちょうど艦尾を底に地面に突き刺したような状態になっている。上述の通り、『Vガンダム』では、スクイード級は2隻しか建造されず、劇中でその2隻とも失われているため、白の宮殿に用いられたスクイード級戦艦は、このいずれにも当てはまらない。あるいは後世において再建造されたレプリカである可能性もあるが、いかなる経緯をたどってきたものかは一切不明である。

#### ダルマシアン
スクイード1が奪取された後、生き残ったスクイード2を、本国に帰還した際に、カイラスギリーに関連する装備を外した上で改装・改名を行い再配備したもの。ムッターマ・ズガン中将の座乗艦となってズガン艦隊の旗艦となった。
その後エンジェル・ハイロゥ攻防戦にてラー・カイラム級戦艦ジャンヌ・ダルクの特攻を受け、共に轟沈している。

### アマルテア
帝国艦隊の中核を成す主力戦艦。全長462m。兵装は2連装メガ粒子砲×4、艦首対艦ミサイルランチャー×8、対空機銃多数を備えている。また、開放式のMSカタパルト2基を艦の中央部に配置している。無重力空間での実用性を考慮して上下対称の構造となっているため、砲塔やカタパルトは上下に同数ずつ設置されており、従来の宇宙世紀の地球圏における艦船の発想と異なっている。
劇中での主な搭載MSはゾロアット、コンティオ、リグ・シャッコー、ゲドラフ、ブルッケングなど。
カリスト級を基にザンスカール帝国での最新技術を投入して建設された戦艦であり、火力・推力・MS搭載数はこの時代の連邦艦を上回っている。ザンスカール戦争を通して艦隊の旗艦、またはそれに準ずるものとして運用された。船体の一部には重力ブロックが設置されている。
なお、ネームシップである1番艦「アマルテア」は、カイラスギリー護衛艦隊に編成されジブラルタルから宇宙に上がったクロノクル・アシャーの拠点となっていた。

#### シュバッテン
アマルテア級で、タシロ・ヴァゴの乗艦。エンジェル・ハイロゥの護衛艦隊旗艦であり、識別のために艦体色が紫色に塗られている。タシロ・ヴァゴの反乱時、V2ガンダムによって撃沈された。

### カリスト
ベスパにおいて最初に開発された帝国の主力巡洋艦。全長310m。兵装は2連装メガ粒子砲×2、艦首対艦ミサイルランチャー×多数、対空機銃多数を備える。主な搭載MSはアマルテアと同様である。
デザインはアマルテア同様の上下対称構造であり、宇宙空間での立体的な戦闘に効率よく対応できるように艦橋、カタパルトデッキが上下に設定されている。アマルテアに比べて武装は少ないが、MS運用能力が大きくなっている。巡洋艦としては比較的小型で機動力があり、多数建造されベスパ艦隊の中核となった。

### アドラステア
陸上走行用に前後に巨大なタイヤを装備した戦艦。全長426m。兵装は大型のメガ粒子砲を連装8基（船体中心線上に4基、タイヤのハブ部分に各1基）、小型のメガ粒子砲を3連装1基（艦橋の直前）、連装2基（艦首下方と艦橋後部に各1基）、対空ビーム砲を単装35基搭載している。但し、タイヤを折りたたんでいない状態では下部に火器が小口径の1基しかなく、弱点となっている。
地上・宇宙の両方で運用可能な万能戦艦である。特筆すべきは巨大なタイヤを4基装備した特異なフォルムで、同じくタイヤ付き巡洋艦であるリシテアと共にモトラッド艦隊を編成し、地球に降下した。浮遊して移動する時や宇宙空間を航行する際にはタイヤを開いて飛行するが、地上走行時は左右のタイヤが合わさってバイクのような姿になり、その巨大な質量自体を武器としてすべてを踏み潰す地球浄化作戦を実行した。このタイヤの装甲部は非常に強固で、当時でも強力な装備であったジャベリンの対艦用兵装・ショットランサーすら受け付けず、V2コアファイターの特攻で軽微な損傷を受けた程度である。さらに損傷箇所を排出、交換することが可能な為、この箇所にだけ関して言えば当時の戦艦の中でも突出した能力を誇っていた。また、MS射出のためのカタパルトはなく、船体下部中央に設けられたハッチから直接発進するのも同時代の他の戦艦と比較すると特徴的である。この戦艦に代表される一連のタイヤ付き兵器の考案者はバイク乗りのドゥカー・イクであった。
エンジェル・ハイロゥを巡る最終決戦では、防衛線の一翼を担っていたが、同型艦がV2ガンダムの光の翼でブリッジを寸断され、残るアドラステアがリガ・ミリティアのリーンホースJr.の特攻を受け轟沈。2艦のエンジンが誘爆した事によって付近のモトラッド艦隊が巻き込まれ全滅した。なお、アドラステア級は、武装を強化しすぎたためペイロードが少なく、頻繁に補給を必要とする。また、武装を取り除いた補給艦型も存在する。
漫画版では、北アメリカの都市を蹂躙し、追撃してきた地球連邦軍の艦隊も壊滅させる。続いて付近の地球連邦軍補給基地の壊滅を狙うが、リガ・ミリティアの抵抗に遭い、最終的にV2ガンダムの攻撃によって艦が座礁、撤退を余儀なくされる。

バイク戦艦の構想は、戦艦を出したいバンダイ側担当の意向を受けた富野が、半ばやけっぱちで言い出したものである（『機動戦士Vガンダム』参照：出典『∀の癒し』）。

#### ラステオ
アドラステアの同型艦で地球浄化作戦にも参加している。ただ、資料によっては「完成の遅れから地球浄化作戦には参加していない」など劇中との認識の違いがある。エンジェル・ハイロゥの戦いにおいて、アルベオ・ピピニーデンの指揮する艦隊の旗艦となった。地球浄化作戦の後はエンジェル・ハイロゥ護衛艦隊に組み込まれたが、攻防戦のさなかに艦載機の爆発によって轟沈している。

### リシテア
揚陸巡洋艦。全長227m。アドラステア同様、地球浄化作戦のために開発されたタイヤ付き兵器で、バイク戦艦のひとつである。同型艦の一つはドゥカー・イクの指揮するM(エム)。兵装は大型のメガ粒子砲を連装2基（艦橋の前後に各1基）、小型のメガ粒子砲を連装12基（艦首上下に各1基、タイヤのハブ部分に各1基、艦橋付近の両舷側に各3基）搭載、艦橋の両側には6連装ミサイルランチャーらしきものがあるのも確認できる。
艦の構造は同じ目的で開発されたアドラステアに近く、カタパルトを持たず、MSはハッチから直接発進すること、飛行時や宇宙空間ではタイヤ部分を開き、飛行形態をとること、頻繁な補給を必要とすることなどはほとんど変わらない。アドラステアに比べ、大きさでは劣るものの機動力には優れており、モトラッド艦隊の主力として多数が地球へ降下。市街地をその巨大な質量で蹂躙して回り、多数の住民を虐殺した。

### シノーペ
制宙圏内のパトロールや偵察任務などに広く使われる宇宙哨戒艇。全長30mと大型艦艇に搭載可能な小型艇でありながら、航続距離も比較的長く、強行偵察などの任務にも対応できる高い汎用性を持つ。有視界偵察を重視しており、コクピットの視界もかなり良好な構造となっている。塗装は赤。
船体構成は一本のキール（竜骨）に沿って艇首にコクピット。艇尾に機関部を繋げた構造。キール中心部の上下にMSを1機ずつ搭載でき、艦内から露天繋止されたMSのコクピットに直接入れるようになっている。両舷にはマニピュレーターがあり、作業艇や偵察部隊の簡易母艦の役目も果たせる。武装は機関部に格納式の10連装ミサイルランチャーが1基。艦名は「シノーペ○」（○に数字が入る）と番号で呼ばれている模様である。
パトロール用にかなりの数が生産され、運用された。なお、リガ・ミリティアに鹵獲された1機は、多少の改造と艦体色を識別のために白く塗り替えられた上で「魚の骨」の呼称で主に敵地への潜入や武器の運搬など、支援任務に投入されて成果を挙げた。主な操縦者はトマーシュ・マサリク。

### メリリン
宇宙ドック艦。艦形状は中空の筒（後ろより前の方がやや太い）に、前後に巨大なガントリーアームを備えており、筒の側面に巨大なエンジンブロックと可動式のガントリーアームが突き出している。全長1kmを超える巨大な船体は、前部でアドラステア級、後部でリシテア級を同時に整備できるペイロードを持つ。航行能力も優秀で、民間のドック艦であるラビアンローズIVを大きく上回っている。
なお、ドック艦の為、基本的に非武装である。

## その他

### アインラッド
ザンスカール帝国のMS（モビルスーツ）支援用メカ。
地球浄化作戦に投入された一連のタイヤつき兵器の一つであるが、アインラッドはサブフライトシステムとしての運用を前提としており、ホイール内にMSが入り運用する。当時は15メートル級の小型MSが主流であったとはいえ、対人兵器としては十分な質量を持っていた。
固定武装としてビームキャノンを2門とミサイルポッドを持つ。さらに形状を生かして地ならしを行うことが可能。水上・水中・宇宙空間と運用可能な場所も幅広く、汎用性の高い支援メカであった。
運用するMSは、相性を最優先に考慮して開発された機体にゲドラフなどがあるものの、特に決まっておらず、劇中でもリグ・シャッコー、ゾリディア、果ては敵に鹵獲されたガンブラスター、V2ガンダムに至るまで、様々なMSが使用した。
アインラッドはその形状から正面や真後ろからの攻撃なら通常のビームが通用しないほど強いが、側面からの攻撃には弱い。これについては、MS自体のビームシールドを展開することで対処することができる。
対コスト効率が高いため、従来のビームローターに替わって積極的に量産が推し進められた。
強力な兵器であったが、敵に鹵獲された際の脅威が大きかったため、後に登場したブルッケングはアインラッドを折りたたみ式の固定装備としていた。
名前の由来はドイツ語で「一輪車」を表す「Einrad（アインラート）」から。デザインの形状も「モノホイール」と呼ばれる一輪車の一種から来ている。
漫画版では、戦争後半の主力兵器とはならず、後述のツインラッドがガッダール隊（リシテア級戦艦）で運用されるに留まっている。

#### ツインラッド
2基のアインラッドをダブルタイヤのように並べて接続したものである。MSを2機まで搭載できることが出来、また隣のタイヤのMS搭載スペースとは仕切りで区別されている。現場でアインラッド2基を接続して作られたものも存在するようである。装備はアインラッドの物を2基接続しており、他に格闘戦用のカッターを内蔵している。作中ではジャバコ部隊などがこれを使用し、地上では海面を走りながらの奇襲や、宇宙空間ではザンネックのサポートを行うなど活躍した。

### エンジェル・ハイロゥ
ザンスカール帝国が建造した巨大サイコミュ兵器。“エンジェル・ハイロゥ（Angel Halo）”とは、“天使の光輪”を意味する。
戦艦のような形状のコアをとりかこんだ5重のリングが回転する構造で、中心部分には「キールーム」と呼ばれる部屋がある。リングの最大直径は20kmほどと設定されている。そのリングの中には、多数のマリア主義を信奉するサイキッカーが2万人も格納されており、強力な「サイコ・ウェーブ」を放射することが可能である。
この兵器を建造したザンスカール帝国宰相フォンセ・カガチと将軍ムッターマ・ズガンによれば、最大限の威力を発動した場合、人類全てを眠りにおちいらせる事も可能だという。作中では感覚の鋭いウッソがエンジェル・ハイロゥの起動後に幻覚を見ており、地球に向けて照射した際には地上で多くの人々に退行現象が現れ眠りにおちいった。
宇宙世紀0153年6月18日に組み立て完了後、宰相フォンセ・カガチの抱いている人類抹殺の野望にのっとり、当初は女王マリア・ピァ・アーモニアが、後にシャクティ・カリンが中央のキールームで祈り、強力なサイコ・ウェーブを発信したが、シャクティはこの兵器の恐ろしい実態については、何も知らされていなかった。カガチの目的は、このサイコ・ウェーブで地球上の人間に闘争心を忘れさせることにより眠らせ、退化（作中では幼児化とも表現）させる事であった。完成までリガ・ミリティアや地球連邦軍に捕捉されなかったことから、ウッソ・エヴィンは木星船団を利用してパーツ単位で地球圏へ運び込んだと推測していた。
リガ・ミリティア、地球連邦軍とザンスカール帝国の最終決戦の場となり、ここでの決戦で初めてV2ガンダムのオプション兵装を両方装備したV2アサルトバスターガンダムが戦線投入された。また、カサレリア以来ウッソと行動を共にしてきた仲間たちや新シュラク隊の面々、そしてマリア以下ザンスカール帝国の主要人物たちもここで多数戦死している。
同年6月23日、キールーム内でのシャクティの戦争を終わらせたいというする真摯な祈りによって、未知の“暖かな光”をコア部分から発生させ（この現象を目の当たりにした戦場の者たちは、単純に“暖かな光”などと表現していたが、カガチはこの光を「ウォーム・バイブレーション」と呼称していた）、その“暖かな光”を受けて浄化されるように大気圏上層でブロック単位に分解していき、地球に不要な両軍の兵器を排斥するようにそれらを巻き込みながら、大気圏外へ上昇していった。
小説版ではリングの幅は2kmから3kmで、最も内側のリングの直径は24kmとなりその最大直径は約120kmとなり、アニメに登場したものとは形状も若干異なる。
アニメーション作品以外では、PS2用ゲーム『G-SAVIOUR』においてチェコスロバキア方面にエンジェル・ハイロゥの残骸の一部が登場し、『Vガンダム』の時代から70年間経っても放置されている様子が描かれている。

#### 長谷川裕一作品での設定
長谷川裕一による漫画『機動戦士クロスボーン・ガンダム ゴースト』では、以下のような設定がなされている。
元々はサイド2のカガチと木星共和国のテテニス・ドゥガチが中心となって、10万人規模の「巨大移民船」として共同開発したものとされており、「サイクロトロン・ジェネレーター」も、本来は無血による暴動鎮圧用の装備とされていた。

しかし、木星共和国のエリン・シュナイダーと密かに結託していたカガチは、木星側が偶然発見した外宇宙から来た凶悪な毒性を持つ宇宙細菌「エンジェル・コール」に目を付け、その存在の確証を得た上で、テテニスを言葉巧みに騙してエンジェル・ハイロゥを建造したとされている。

本来のエンジェル・ハイロゥの運用作戦は、第一段階で地球人類全体をサイコ・ウェーブによる眠りで無力化させ、第二段階にて宇宙細菌「エンジェル・コール」を散布し、地球人類を溶解化させ一掃する計画になっていた。しかし、エンジェル・コールは、ワクチンの生成が不可能である事が判明し、あまりにも危険性が高いことと、エンジェル・ハイロゥが開発過程でその機能技術が進歩し、当初の予測より強力なサイコ・ウェーブを放射可能になり、地球人類がそのまま衰弱死するまでの長い間、深い眠りに陥らせることができるようになったため、ザンスカールもエンジェル・コールの使用は不採用にしたとされている。
更に『ゴースト』の続編である漫画『機動戦士クロスボーン・ガンダム DUST』では、ザンスカール戦争が終結し15年の月日が経過しているが、エンジェル・ハイロゥの残骸がいまだにスペースデブリとして地球周回軌道上を漂い、その残骸の回収もままならず、自然に地球の重力に引かれ大気圏に突入し摩擦熱で燃え尽きるのを待っている状況で、そのため限られたルートでしか地球に降下できない等、様々な問題が発生している。